# Thrilling
Pour plus de détails, voir Fiche technique et Distribution.
Thrilling est un film, une comédie à l'italienne composée de trois épisodes, tournée en 1965 et réalisée par Carlo Lizzani, Ettore Scola et Gian Luigi Polidoro.

## Fiche technique
- Titre original : Thrilling
- Réalisation : Carlo Lizzani : L'autostrada del sole ; Ettore Scola : Il vittimista ; Gian Luigi Polidoro : Sadik
- Scénario : Ruggero Maccari ; Ettore Scola ; Rodolfo Sonego
- Directeur de la photographie :Alessandro D'Eva, Roberto Gerardi, Pier Ludovico Pavoni
- Monteur : Nino Baragli, Franco Fraticelli, Marcello Malvestito
- Musique : Bruno Nicolai,Ennio Morricone
- Costumes :
- Scénographie : Piero Poletto, Gianni Polidori
- Producteur : Dino De Laurentiis
- Maison de production : Dino de Laurentiis Cinematografica
- Distribution :
- Genre : Comédie à l'italienne
- Pays :  Italie
- Durée :  117 minutes
- Dates de sortie :
  - Italie : 21 octobre 1965
  - Hongrie : 14 septembre 1967
  - Mexique : 13 novembre 1969

## Épisodes
Il vittimista
Un enseignant de latin éprouve une inquiétude maladive se convaincant que son épouse veuille le tuer.  
Réalisation d'Ettore Scola
- Nino Manfredi : Nanni Galassi
- Alexandra Stewart : Frida
- Tino Buazzelli : Le Psy
- Magda Konopka : Luciana
- Milena Vukotic :Assistant de laboratoire

Sadik
Un ingénieur endetté poignarde son épouse qui le tourmente.
Réalisation de Gian Luigi Polidoro
- Walter Chiari : Bertazzi
- Dorian Gray : Véronique

L'autostrada del sole
Un automobiliste en panne sur l'autoroute est obligé de passer la nuit dans une auberge gérée par des maniaques agressifs.
Réalisation de Carlo Lizzani
- Alberto Sordi : Fernando Boccetta
- Sylva Koscina ; Paola
- Giampiero Albertini : Il Rosso
- Alessandro Cutolo : Eraldo
- Nicoletta Machiavelli
- Federico Boido
- Renato Terra